# Wattenreute
Wattenreute ist ein Wohnplatz Großstadelhofens, einer von sieben Ortschaften der Stadt Pfullendorf im Landkreis Sigmaringen in Baden-Württemberg, Deutschland.

## Geographie

### Geographische Lage
Der Weiler liegt auf der Gemarkung Großstadelhofen östlich begrenzt von der Landesstraße 268 zwischen Pfullendorf und Krähenried. Westlich von Wattenreute befindet sich das Tiefental (Fuchshalde) und der Standortübungsplatz der Staufer-Kaserne Pfullendorf.

## Geschichte
Bereits vor 1278 war das Zisterzienserinnenkloster Wald in Wattenreute mit einem Hof begütert. Dem folgte 1347 ein weiteres gestiftetes Gut.
Wattenreute wurde in der Urbar des Klosters Beuron am Anfang des 14. Jahrhunderts als Wattenrueti urkundlich erwähnt. Es folgten weitere Erwähnungen: 1366 als Watenriiti, 1476 als Wattenrutin und 1533 als ain gueth zu Wattenreuti erwähnt.
Ein Konrad Gremlich von Krauchenwies verkaufte 1446 den Grafen von Werdenberg-Heiligenberg Groß- und Kleinstadelhofen und die Vogteien über Sylvenstal, Wattenreute und Krähenried, doch konnte seine Witwe 1475 an Anton von Neuneck dieselben Güter verkaufen. 1476 erfolgte der Weiterverkauf an das Spital Pfullendorf. Die Hochgerichtsbarkeit lag bei der Grafschaft Heiligenberg, die Niedergerichtsbarkeit nach 1476 bei der Stadt Pfullendorf. Als Amtsort im Vogteiamt Pfullendorf war Wattenreute dem Spital Pfullendorf mit Leibeigenschaft und Schlupflehenverband pflichtig.
Wattenreute gehörte wohl stets zu Stadelhofen.

### Einwohner
In Wattenreute leben aktuell 59 Einwohner (Stand: Mai 2015).

## Religion
Kirchlich gehört Wattenreute zur römisch-katholischen Pfarrei Pfullendorf.

## Kultur und Sehenswürdigkeiten

### Bauwerke
- Die Kath. Kapelle St. Florian (Wattenreute 10) wurde 1718 erbaut und 1932 renoviert. Der denkmalgeschützte Sakralbau zeigt sich als verputzter Massivbau mit Dachreiter.[1][6] Zur Ausstattung zählen mehrere Plastiken von Heiligen: Florian, Josef, Rochus, Georg und Martin (wohl alle um 1700), sowie Sebastian und Stephanus (beide Spätgotik).[7]
- Das spitälische Hofgut Wattenreute ist mit 50,99 Hektar das kleinste der drei Hofgüter des Spitalfonds Pfullendorf. Es gehört dem Spitalfonds seit 1880 und ist verpachtet. Weitere spitälische Hofgüter sind das Hofgut Lichtenegg und das Hofgut Mariahof (beide Gemarkung Illmensee).[8]